# نجد العرش (مناخة)

تعديل مصدري - تعديل

نجد العرش هي إحدى قرى عزلة حصبان بمديرية مناخة التابعة لمحافظة صنعاء، بلغ تعداد سكانها 169 نسمة حسب تعداد اليمن لعام 2004.